# Marie Clothilde von Frankreich

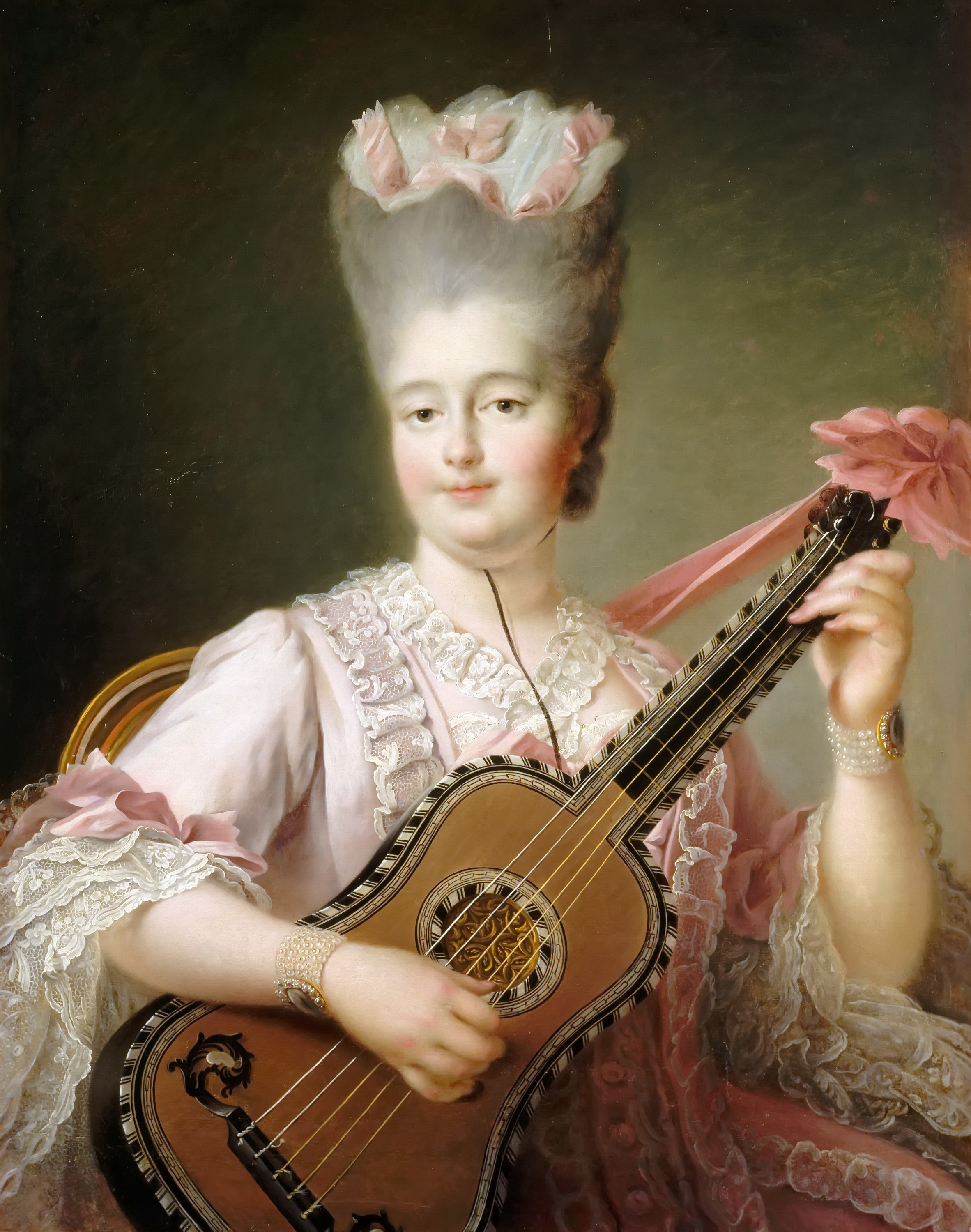
Marie Clothilde von Frankreich

Marie Clothilde von Frankreich (Marie Adélaïde Clotilde Xavière; * 23. September 1759 in Versailles; † 7. März 1802 in Neapel) war eine französische Prinzessin und vom 16. Oktober 1796 bis 7. März 1802 Königin von Sardinien-Piemont.

## Herkunft

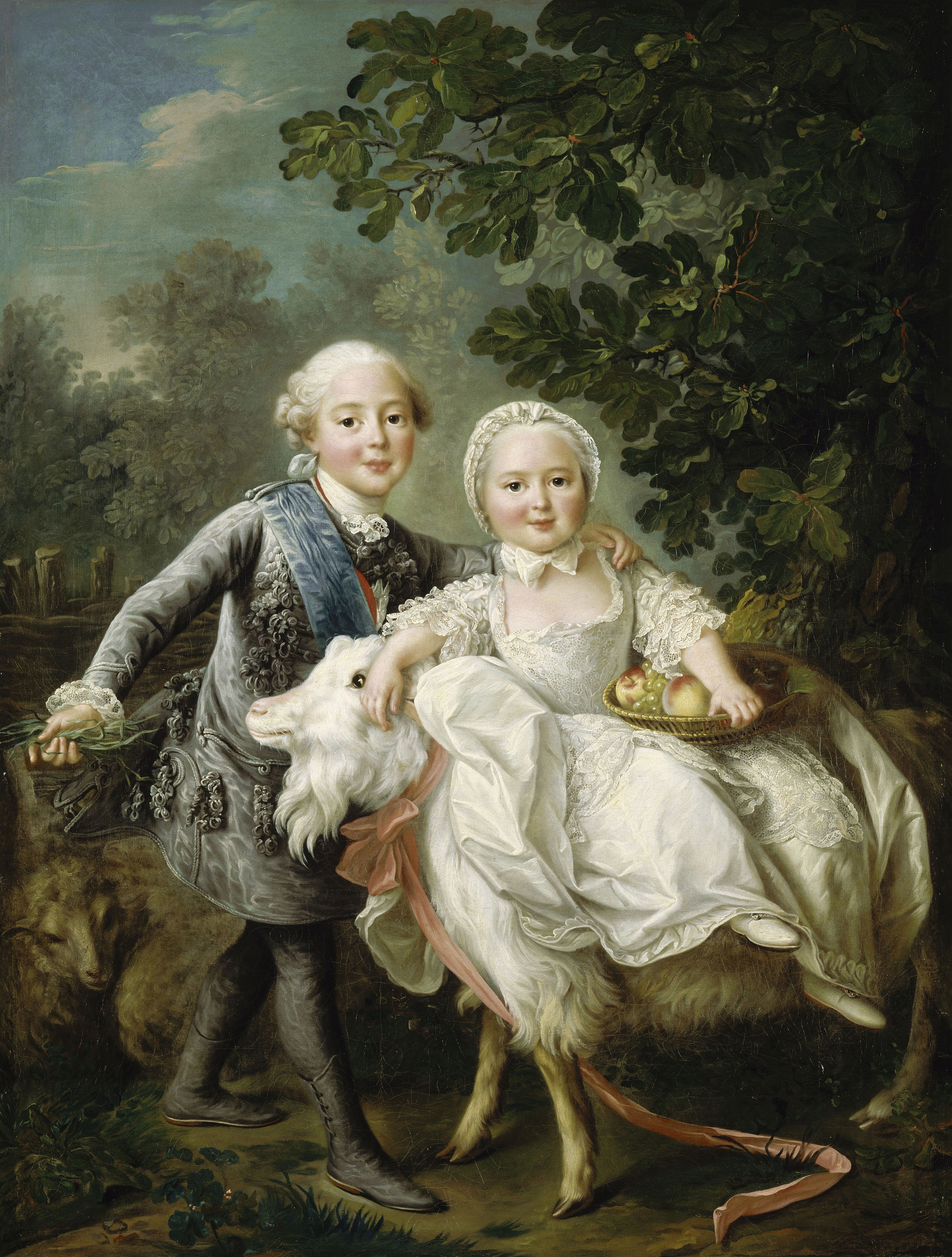
Karl und seine jüngere Schwester Clothilde spielen mit einer Ziege

Marie Adélaïde Clotilde Xavière, kurz als Marie Clotilde (oder nur Clotilde) bezeichnet, war eine Tochter des Dauphins Ludwig Ferdinand von Bourbon und dessen zweiter Gemahlin Maria Josepha von Sachsen, Tochter von König August III. von Polen. Damit war Marie Clotilde über ihren Vater Enkelin König Ludwigs XV.
Marie Clotilde war u. a. die Schwester von drei französischen Königen und der Madame Elisabeth:
- Ludwig XVI. (1754–1793, hingerichtet), ⚭ 1770 Marie-Antoinette von Österreich, Tochter von Maria Theresia und Franz I. Stephan
- Ludwig XVIII. (1755–1824), ⚭ 1771 Maria Josepha von Savoyen, Tochter von König Viktor Amadeus III.
- Karl X. (1757–1836), ⚭ 1773 Maria Theresia von Sardinien, Tochter von König Viktor Amadeus III.
- Elisabeth (1764–1794, hingerichtet), unverheiratet

## Jugend
Schon als junges Mädchen verlor Marie Clotilde ihre Eltern, da ihr Vater 1765 und ihre Mutter 1767 starben. Sie wurde zusammen mit ihrer jüngeren Schwester Elisabeth von der Comtesse de Marsan erzogen. Sehr früh zeigte sie einen Hang zur Religiosität. Wegen ihrer enormen Korpulenz erhielt sie den Spitznamen Gros Madame, den ihr zuerst ein Schweizergardist gegeben hatte.

## Heirat und frühe Ehejahre
Marie Clotilde war geneigt, eine geistliche Laufbahn einzuschlagen. Doch ihr 1774 an die Macht gekommener Bruder Ludwig XVI. vermählte sie aus politischen Gründen am 27. August 1775 in Versailles per Prokuration mit dem sardischen Kronprinzen Karl Emanuel IV., dem ältesten Sohn von König Viktor Amadeus III. von Sardinien-Piemont und Herzog von Savoyen und dessen Gemahlin Maria Antonia. Anschließend machte sich Marie Clotilde auf den Weg nach Turin, traf unterwegs ihren Gemahl in Pont-de-Beauvoisin und schließlich ihren Schwiegervater und den restlichen sardischen Hof in Chambéry, wo die eigentliche Hochzeitszeremonie stattfand. Die Ehe blieb zwar kinderlos, doch waren die Eheleute einander sehr zugetan. Marie Clotilde erwies sich als vorbildliche Gattin, die ihren Gemahl allezeit aufopfernd unterstützte. 
Wie schon in ihrer Heimat – in die sie nie mehr zurückkehren sollte – lebte Marie Clotilde auch in Turin nach strengen religiösen Vorschriften. Sie suchte den bei Hof üblichen Vergnügungen aus dem Weg zu gehen, trug nur ungern ihrem Rang entsprechende teure Kleidung und Schmuck, praktizierte mildtätige und fromme Werke und war die Patronin karitativer Vereine. Auch dem Papst gegenüber zeigte sie ihre Ergebenheit. Sie litt unter den Schicksalsschlägen, die ihre Geschwister trafen, namentlich der nach dem Ausbruch der Französischen Revolution erfolgten Hinrichtung Ludwigs XVI. und der Madame Elisabeth (1793/94), die sie sehr geliebt hatte. Seither trug sie nur noch schlichte Gewänder. Ihr jüngster Bruder, Karl (X.), war 1789 emigriert und hatte sich zunächst in Turin unter dem Schutz ihres Schwiegervaters, des sardischen Königs, aufgehalten. 1791 erhielt Marie Clotilde Besuch von ihren ebenfalls geflohenen Tanten Marie Adélaïde de Bourbon und Marie Louise Thérèse Victoire.

## Thronbesteigung, Exil und Tod
Nach dem Tod von König Viktor Amadeus III. (16. Oktober 1796) wurde Marie Clotilde Königin von Sardinien-Piemont, da nun ihr Gatte als Karl Emanuel IV. den Thron bestieg. Auch in ihrer neuen Stellung betrieb sie karitative Fürsorge; außerdem förderte sie etwa die Kirchen und die Künste.
Die Franzosen erklärten am 6. Dezember 1798 Karl Emanuel IV. den Krieg. Dieser musste Turin am 9. Dezember verlassen und verlor den am italienischen Festland gelegenen Teil seines Reichs an die Grande Nation. Er reiste mit seiner Gattin durch die Toskana und setzte mit ihr am 24. Februar 1799 von Livorno aus nach Sardinien über. Dort verbrachte er mit seiner Gemahlin sechs Monate. Dann kehrte das Paar aufgrund der Nachrichten von Siegen der Russen und Österreicher in das kontinentale Italien zurück, weil es hoffte, sein Reich wieder betreten zu können. Diese Erwartungen erfüllten sich aber nicht. Stattdessen musste das sardinische Königspaar mehrmals seinen Aufenthaltsort aufgrund des militärischen Engagements der Franzosen wechseln. So hielt sich Marie Clotilde mit ihrem Gatten in Florenz, dann in Rom und schließlich in Neapel auf. Sie blieb bei ihrem religiösen Gebaren, unterstützte aufopfernd ihren kränklichen Gemahl, besuchte Kirchen und half den Bedürftigen und Kranken. Sie hielt eine strenge Diät und nahm Schlankheitsmittel, um ihr Übergewicht zu verlieren.
Im Alter von 43 Jahren starb Marie Clotilde 1802 in Neapel und wurde dort in der Kirche Santa Caterina a Chiaia beigesetzt. Ihr Tod schmerzte ihren Gatten so sehr, dass er auf seinen Königstitel zugunsten seines jüngeren Bruders Viktor Emanuel I. verzichtete.
Papst Pius VII., der Marie Clotilde persönlich gekannt hatte, leitete am 10. April 1808 ihren Seligsprechungsprozess ein, in dessen Verlauf sie zur Ehrwürdigen Dienerin Gottes erklärt wurde. Postulator des Falles war der spätere Kardinal Luigi Bottiglia Savoulx (1752–1836), der bereits 1816 über sie eine Biografie verfasste.

## Ausgabe der Korrespondenz
Zahlreiche Briefe von Marie Clotilde gab der Comte de Reiset heraus:
- Lettres inédites de Marie-Antoinette et de Marie-Clotilde de France, Paris 1876.

## Abstammung
| Louis de Bourbon Herzog von Burgund | Louis de Bourbon Herzog von Burgund | Louis de Bourbon Herzog von Burgund | Louis de Bourbon Herzog von Burgund | Louis de Bourbon Herzog von Burgund | Louis de Bourbon Herzog von Burgund |  |  | Maria Adelaide von Savoyen           | Maria Adelaide von Savoyen           | Maria Adelaide von Savoyen           | Maria Adelaide von Savoyen           | Maria Adelaide von Savoyen                | Maria Adelaide von Savoyen                |                                           |                                           | Stanislaus I. Leszczyński (König von Polen) | Stanislaus I. Leszczyński (König von Polen) | Stanislaus I. Leszczyński (König von Polen) | Stanislaus I. Leszczyński (König von Polen) | Stanislaus I. Leszczyński (König von Polen) | Stanislaus I. Leszczyński (König von Polen) |                                             |                                             | Katharina Opalińska (Königin von Polen)       | Katharina Opalińska (Königin von Polen)       | Katharina Opalińska (Königin von Polen)       | Katharina Opalińska (Königin von Polen)       | Katharina Opalińska (Königin von Polen)       | Katharina Opalińska (Königin von Polen)       |                                            |                                            | August II. (König von Polen und Kurfürst von Sachsen) | August II. (König von Polen und Kurfürst von Sachsen) | August II. (König von Polen und Kurfürst von Sachsen) | August II. (König von Polen und Kurfürst von Sachsen) | August II. (König von Polen und Kurfürst von Sachsen)              | August II. (König von Polen und Kurfürst von Sachsen)              |                                                                    |                                                                    | Christiane Eberhardine von Brandenburg-Bayreuth (Titulaturkönigin von Polen und Kurfürstin von Sachsen) | Christiane Eberhardine von Brandenburg-Bayreuth (Titulaturkönigin von Polen und Kurfürstin von Sachsen) | Christiane Eberhardine von Brandenburg-Bayreuth (Titulaturkönigin von Polen und Kurfürstin von Sachsen) | Christiane Eberhardine von Brandenburg-Bayreuth (Titulaturkönigin von Polen und Kurfürstin von Sachsen) | Christiane Eberhardine von Brandenburg-Bayreuth (Titulaturkönigin von Polen und Kurfürstin von Sachsen) | Christiane Eberhardine von Brandenburg-Bayreuth (Titulaturkönigin von Polen und Kurfürstin von Sachsen) |                                    |                                    | Joseph I. (HRR) (Kaiser des Heiligen Römischen Reiches) | Joseph I. (HRR) (Kaiser des Heiligen Römischen Reiches) | Joseph I. (HRR) (Kaiser des Heiligen Römischen Reiches) | Joseph I. (HRR) (Kaiser des Heiligen Römischen Reiches) | Joseph I. (HRR) (Kaiser des Heiligen Römischen Reiches) | Joseph I. (HRR) (Kaiser des Heiligen Römischen Reiches) |                                              |                                              | Wilhelmine Amalie (Kaiserin des Heiligen Römischen Reiches) | Wilhelmine Amalie (Kaiserin des Heiligen Römischen Reiches) | Wilhelmine Amalie (Kaiserin des Heiligen Römischen Reiches) | Wilhelmine Amalie (Kaiserin des Heiligen Römischen Reiches) | Wilhelmine Amalie (Kaiserin des Heiligen Römischen Reiches) | Wilhelmine Amalie (Kaiserin des Heiligen Römischen Reiches) |
| Louis de Bourbon Herzog von Burgund | Louis de Bourbon Herzog von Burgund | Louis de Bourbon Herzog von Burgund | Louis de Bourbon Herzog von Burgund | Louis de Bourbon Herzog von Burgund | Louis de Bourbon Herzog von Burgund |  |  | Maria Adelaide von Savoyen           | Maria Adelaide von Savoyen           | Maria Adelaide von Savoyen           | Maria Adelaide von Savoyen           | Maria Adelaide von Savoyen                | Maria Adelaide von Savoyen                |                                           |                                           | Stanislaus I. Leszczyński (König von Polen) | Stanislaus I. Leszczyński (König von Polen) | Stanislaus I. Leszczyński (König von Polen) | Stanislaus I. Leszczyński (König von Polen) | Stanislaus I. Leszczyński (König von Polen) | Stanislaus I. Leszczyński (König von Polen) |                                             |                                             | Katharina Opalińska (Königin von Polen)       | Katharina Opalińska (Königin von Polen)       | Katharina Opalińska (Königin von Polen)       | Katharina Opalińska (Königin von Polen)       | Katharina Opalińska (Königin von Polen)       | Katharina Opalińska (Königin von Polen)       |                                            |                                            | August II. (König von Polen und Kurfürst von Sachsen) | August II. (König von Polen und Kurfürst von Sachsen) | August II. (König von Polen und Kurfürst von Sachsen) | August II. (König von Polen und Kurfürst von Sachsen) | August II. (König von Polen und Kurfürst von Sachsen)              | August II. (König von Polen und Kurfürst von Sachsen)              |                                                                    |                                                                    | Christiane Eberhardine von Brandenburg-Bayreuth (Titulaturkönigin von Polen und Kurfürstin von Sachsen) | Christiane Eberhardine von Brandenburg-Bayreuth (Titulaturkönigin von Polen und Kurfürstin von Sachsen) | Christiane Eberhardine von Brandenburg-Bayreuth (Titulaturkönigin von Polen und Kurfürstin von Sachsen) | Christiane Eberhardine von Brandenburg-Bayreuth (Titulaturkönigin von Polen und Kurfürstin von Sachsen) | Christiane Eberhardine von Brandenburg-Bayreuth (Titulaturkönigin von Polen und Kurfürstin von Sachsen) | Christiane Eberhardine von Brandenburg-Bayreuth (Titulaturkönigin von Polen und Kurfürstin von Sachsen) |                                    |                                    | Joseph I. (HRR) (Kaiser des Heiligen Römischen Reiches) | Joseph I. (HRR) (Kaiser des Heiligen Römischen Reiches) | Joseph I. (HRR) (Kaiser des Heiligen Römischen Reiches) | Joseph I. (HRR) (Kaiser des Heiligen Römischen Reiches) | Joseph I. (HRR) (Kaiser des Heiligen Römischen Reiches) | Joseph I. (HRR) (Kaiser des Heiligen Römischen Reiches) |                                              |                                              | Wilhelmine Amalie (Kaiserin des Heiligen Römischen Reiches) | Wilhelmine Amalie (Kaiserin des Heiligen Römischen Reiches) | Wilhelmine Amalie (Kaiserin des Heiligen Römischen Reiches) | Wilhelmine Amalie (Kaiserin des Heiligen Römischen Reiches) | Wilhelmine Amalie (Kaiserin des Heiligen Römischen Reiches) | Wilhelmine Amalie (Kaiserin des Heiligen Römischen Reiches) |
|                                     |                                     |                                     |                                     |                                     |                                     |  |  |                                      |                                      |                                      |                                      |                                           |                                           |                                           |                                           |                                             |                                             |                                             |                                             |                                             |                                             |                                             |                                             |                                               |                                               |                                               |                                               |                                               |                                               |                                            |                                            |                                                       |                                                       |                                                       |                                                       |                                                                    |                                                                    |                                                                    |                                                                    | | | | | | |                                    |                                    |                                                         |                                                         |                                                         |                                                         |                                                         |                                                         |                                              |                                              |                                                             |                                                             |                                                             |                                                             |                                                             |                                                             |
|                                     |                                     |                                     |                                     |                                     |                                     |  |  |                                      |                                      |                                      |                                      |                                           |                                           |                                           |                                           |                                             |                                             |                                             |                                             |                                             |                                             |                                             |                                             |                                               |                                               |                                               |                                               |                                               |                                               |                                            |                                            |                                                       |                                                       |                                                       |                                                       |                                                                    |                                                                    |                                                                    |                                                                    | | | | | | |                                    |                                    |                                                         |                                                         |                                                         |                                                         |                                                         |                                                         |                                              |                                              |                                                             |                                                             |                                                             |                                                             |                                                             |                                                             |
|                                     |                                     |                                     |                                     |                                     |                                     |  |  | Ludwig XV. (König von Frankreich)    | Ludwig XV. (König von Frankreich)    | Ludwig XV. (König von Frankreich)    | Ludwig XV. (König von Frankreich)    | Ludwig XV. (König von Frankreich)         | Ludwig XV. (König von Frankreich)         |                                           |                                           | Maria Leszczyńska (Königin von Frankreich)  | Maria Leszczyńska (Königin von Frankreich)  | Maria Leszczyńska (Königin von Frankreich)  | Maria Leszczyńska (Königin von Frankreich)  | Maria Leszczyńska (Königin von Frankreich)  | Maria Leszczyńska (Königin von Frankreich)  |                                             |                                             |                                               |                                               |                                               |                                               |                                               |                                               |                                            |                                            |                                                       |                                                       |                                                       |                                                       |                                                                    |                                                                    |                                                                    |                                                                    | August III.                                                                                             | August III.                                                                                             | August III.                                                                                             | August III.                                                                                             | August III.                                                                                             | August III.                                                                                             |                                    |                                    | Maria Josepha von Österreich                            | Maria Josepha von Österreich                            | Maria Josepha von Österreich                            | Maria Josepha von Österreich                            | Maria Josepha von Österreich                            | Maria Josepha von Österreich                            |                                              |                                              |                                                             |                                                             |                                                             |                                                             |                                                             |                                                             |
|                                     |                                     |                                     |                                     |                                     |                                     |  |  | Ludwig XV. (König von Frankreich)    | Ludwig XV. (König von Frankreich)    | Ludwig XV. (König von Frankreich)    | Ludwig XV. (König von Frankreich)    | Ludwig XV. (König von Frankreich)         | Ludwig XV. (König von Frankreich)         |                                           |                                           | Maria Leszczyńska (Königin von Frankreich)  | Maria Leszczyńska (Königin von Frankreich)  | Maria Leszczyńska (Königin von Frankreich)  | Maria Leszczyńska (Königin von Frankreich)  | Maria Leszczyńska (Königin von Frankreich)  | Maria Leszczyńska (Königin von Frankreich)  |                                             |                                             |                                               |                                               |                                               |                                               |                                               |                                               |                                            |                                            |                                                       |                                                       |                                                       |                                                       |                                                                    |                                                                    |                                                                    |                                                                    | August III.                                                                                             | August III.                                                                                             | August III.                                                                                             | August III.                                                                                             | August III.                                                                                             | August III.                                                                                             |                                    |                                    | Maria Josepha von Österreich                            | Maria Josepha von Österreich                            | Maria Josepha von Österreich                            | Maria Josepha von Österreich                            | Maria Josepha von Österreich                            | Maria Josepha von Österreich                            |                                              |                                              |                                                             |                                                             |                                                             |                                                             |                                                             |                                                             |
|                                     |                                     |                                     |                                     |                                     |                                     |  |  |                                      |                                      |                                      |                                      |                                           |                                           |                                           |                                           |                                             |                                             |                                             |                                             |                                             |                                             |                                             |                                             |                                               |                                               |                                               |                                               |                                               |                                               |                                            |                                            |                                                       |                                                       |                                                       |                                                       |                                                                    |                                                                    |                                                                    |                                                                    | | | | | | |                                    |                                    |                                                         |                                                         |                                                         |                                                         |                                                         |                                                         |                                              |                                              |                                                             |                                                             |                                                             |                                                             |                                                             |                                                             |
|                                     |                                     |                                     |                                     |                                     |                                     |  |  |                                      |                                      |                                      |                                      |                                           |                                           |                                           |                                           |                                             |                                             |                                             |                                             |                                             |                                             |                                             |                                             |                                               |                                               |                                               |                                               |                                               |                                               |                                            |                                            |                                                       |                                                       |                                                       |                                                       |                                                                    |                                                                    |                                                                    |                                                                    | | | | | | |                                    |                                    |                                                         |                                                         |                                                         |                                                         |                                                         |                                                         |                                              |                                              |                                                             |                                                             |                                                             |                                                             |                                                             |                                                             |
|                                     |                                     |                                     |                                     |                                     |                                     |  |  |                                      |                                      |                                      |                                      | Louis Ferdinand (Französischer Kronprinz) | Louis Ferdinand (Französischer Kronprinz) | Louis Ferdinand (Französischer Kronprinz) | Louis Ferdinand (Französischer Kronprinz) | Louis Ferdinand (Französischer Kronprinz)   | Louis Ferdinand (Französischer Kronprinz)   |                                             |                                             | Maria Josepha (Französische Kronprinzessin) | Maria Josepha (Französische Kronprinzessin) | Maria Josepha (Französische Kronprinzessin) | Maria Josepha (Französische Kronprinzessin) | Maria Josepha (Französische Kronprinzessin)   | Maria Josepha (Französische Kronprinzessin)   |                                               |                                               | Friedrich Christian (Kurfürst von Sachsen)    | Friedrich Christian (Kurfürst von Sachsen)    | Friedrich Christian (Kurfürst von Sachsen) | Friedrich Christian (Kurfürst von Sachsen) | Friedrich Christian (Kurfürst von Sachsen)            | Friedrich Christian (Kurfürst von Sachsen)            |                                                       |                                                       | Maria Amalia (Königin von Neapel-Sizilien und Königin von Spanien) | Maria Amalia (Königin von Neapel-Sizilien und Königin von Spanien) | Maria Amalia (Königin von Neapel-Sizilien und Königin von Spanien) | Maria Amalia (Königin von Neapel-Sizilien und Königin von Spanien) | Maria Amalia (Königin von Neapel-Sizilien und Königin von Spanien)                                      | Maria Amalia (Königin von Neapel-Sizilien und Königin von Spanien)                                      | | | Maria Anna (Kurfürstin von Bayern)                                                                      | Maria Anna (Kurfürstin von Bayern)                                                                      | Maria Anna (Kurfürstin von Bayern) | Maria Anna (Kurfürstin von Bayern) | Maria Anna (Kurfürstin von Bayern)                      | Maria Anna (Kurfürstin von Bayern)                      |                                                         |                                                         | Franz Xaver von Sachsen (Sächsischer Regent)            | Franz Xaver von Sachsen (Sächsischer Regent)            | Franz Xaver von Sachsen (Sächsischer Regent) | Franz Xaver von Sachsen (Sächsischer Regent) | Franz Xaver von Sachsen (Sächsischer Regent)                | Franz Xaver von Sachsen (Sächsischer Regent)                |                                                             |                                                             |                                                             |                                                             |
|                                     |                                     |                                     |                                     |                                     |                                     |  |  |                                      |                                      |                                      |                                      | Louis Ferdinand (Französischer Kronprinz) | Louis Ferdinand (Französischer Kronprinz) | Louis Ferdinand (Französischer Kronprinz) | Louis Ferdinand (Französischer Kronprinz) | Louis Ferdinand (Französischer Kronprinz)   | Louis Ferdinand (Französischer Kronprinz)   |                                             |                                             | Maria Josepha (Französische Kronprinzessin) | Maria Josepha (Französische Kronprinzessin) | Maria Josepha (Französische Kronprinzessin) | Maria Josepha (Französische Kronprinzessin) | Maria Josepha (Französische Kronprinzessin)   | Maria Josepha (Französische Kronprinzessin)   |                                               |                                               | Friedrich Christian (Kurfürst von Sachsen)    | Friedrich Christian (Kurfürst von Sachsen)    | Friedrich Christian (Kurfürst von Sachsen) | Friedrich Christian (Kurfürst von Sachsen) | Friedrich Christian (Kurfürst von Sachsen)            | Friedrich Christian (Kurfürst von Sachsen)            |                                                       |                                                       | Maria Amalia (Königin von Neapel-Sizilien und Königin von Spanien) | Maria Amalia (Königin von Neapel-Sizilien und Königin von Spanien) | Maria Amalia (Königin von Neapel-Sizilien und Königin von Spanien) | Maria Amalia (Königin von Neapel-Sizilien und Königin von Spanien) | Maria Amalia (Königin von Neapel-Sizilien und Königin von Spanien)                                      | Maria Amalia (Königin von Neapel-Sizilien und Königin von Spanien)                                      | | | Maria Anna (Kurfürstin von Bayern)                                                                      | Maria Anna (Kurfürstin von Bayern)                                                                      | Maria Anna (Kurfürstin von Bayern) | Maria Anna (Kurfürstin von Bayern) | Maria Anna (Kurfürstin von Bayern)                      | Maria Anna (Kurfürstin von Bayern)                      |                                                         |                                                         | Franz Xaver von Sachsen (Sächsischer Regent)            | Franz Xaver von Sachsen (Sächsischer Regent)            | Franz Xaver von Sachsen (Sächsischer Regent) | Franz Xaver von Sachsen (Sächsischer Regent) | Franz Xaver von Sachsen (Sächsischer Regent)                | Franz Xaver von Sachsen (Sächsischer Regent)                |                                                             |                                                             |                                                             |                                                             |
|                                     |                                     |                                     |                                     |                                     |                                     |  |  |                                      |                                      |                                      |                                      |                                           |                                           |                                           |                                           |                                             |                                             |                                             |                                             |                                             |                                             |                                             |                                             |                                               |                                               |                                               |                                               |                                               |                                               |                                            |                                            |                                                       |                                                       |                                                       |                                                       |                                                                    |                                                                    |                                                                    |                                                                    | | | | | | |                                    |                                    |                                                         |                                                         |                                                         |                                                         |                                                         |                                                         |                                              |                                              |                                                             |                                                             |                                                             |                                                             |                                                             |                                                             |
|                                     |                                     |                                     |                                     |                                     |                                     |  |  |                                      |                                      |                                      |                                      |                                           |                                           |                                           |                                           |                                             |                                             |                                             |                                             |                                             |                                             |                                             |                                             |                                               |                                               |                                               |                                               |                                               |                                               |                                            |                                            |                                                       |                                                       |                                                       |                                                       |                                                                    |                                                                    |                                                                    |                                                                    | | | | | | |                                    |                                    |                                                         |                                                         |                                                         |                                                         |                                                         |                                                         |                                              |                                              |                                                             |                                                             |                                                             |                                                             |                                                             |                                                             |
| Ludwig XVI. (König von Frankreich)  | Ludwig XVI. (König von Frankreich)  | Ludwig XVI. (König von Frankreich)  | Ludwig XVI. (König von Frankreich)  | Ludwig XVI. (König von Frankreich)  | Ludwig XVI. (König von Frankreich)  |  |  | Ludwig XVIII. (König von Frankreich) | Ludwig XVIII. (König von Frankreich) | Ludwig XVIII. (König von Frankreich) | Ludwig XVIII. (König von Frankreich) | Ludwig XVIII. (König von Frankreich)      | Ludwig XVIII. (König von Frankreich)      |                                           |                                           | Karl X. (König von Frankreich)              | Karl X. (König von Frankreich)              | Karl X. (König von Frankreich)              | Karl X. (König von Frankreich)              | Karl X. (König von Frankreich)              | Karl X. (König von Frankreich)              |                                             |                                             | Marie Clothilde Königin von Sardinien-Piemont | Marie Clothilde Königin von Sardinien-Piemont | Marie Clothilde Königin von Sardinien-Piemont | Marie Clothilde Königin von Sardinien-Piemont | Marie Clothilde Königin von Sardinien-Piemont | Marie Clothilde Königin von Sardinien-Piemont |                                            |                                            | Élisabeth Philippe Marie Hélène de Bourbon            | Élisabeth Philippe Marie Hélène de Bourbon            | Élisabeth Philippe Marie Hélène de Bourbon            | Élisabeth Philippe Marie Hélène de Bourbon            | Élisabeth Philippe Marie Hélène de Bourbon                         | Élisabeth Philippe Marie Hélène de Bourbon                         |                                                                    |                                                                    | | | | | | |                                    |                                    |                                                         |                                                         |                                                         |                                                         |                                                         |                                                         |                                              |                                              |                                                             |                                                             |                                                             |                                                             |                                                             |                                                             |